# Fieberium angulare
Fieberium angulare är en insektsart som först beskrevs av Franz Xaver Fieber 1877.  Fieberium angulare ingår i släktet Fieberium och familjen sköldstritar. Inga underarter finns listade i Catalogue of Life.